# Восьма війна Коса
Восьма війна Коса — війна між Британською імперією та військами Коса, а також силами Койхой між 1850 і 1853 роками. Це була восьма з дев'яти воєн Коса.

## Передумови

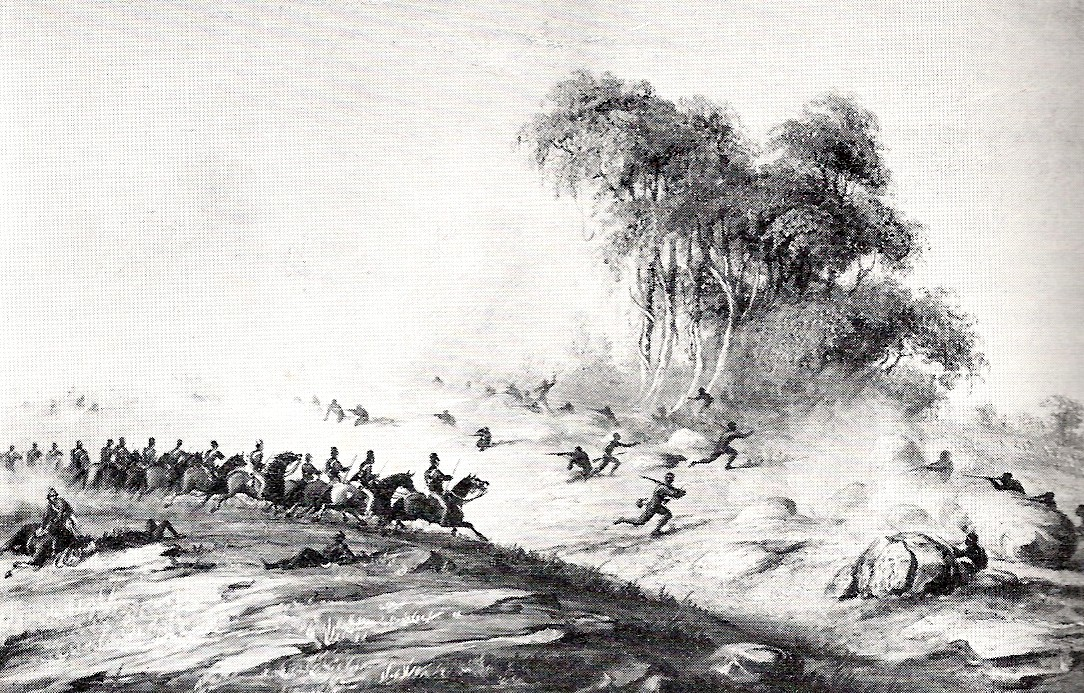
Капські кінні стрільці атакують ворога біля Вотерклову під час 8-ї прикордонної війни

Губернатор Гаррі Сміт витіснив велику кількість коса через прикордонну річку Кейскамму, і ці біженці збільшили кількість тубільців, що спричинило перенаселення та труднощі. Тих коса, які залишилися в колонії, переселили до міст і заохочували прийняти європейський спосіб життя.
Гаррі Сміт також напав і анексував незалежну Оранжеву республіку. В процесі відчуження бюргерів Капської колонії було повішено лідерів опору бурів. Щоб покрити зростаючі витрати, на місцеве населення прикордоння він наклав непомірні податки і скоротив постійні сили Капської колонії до менш ніж п'яти тисяч чоловік.
У червні 1850 року настала надзвичайно холодна зима разом із надзвичайною посухою. Саме в той час Сміт наказав виселити велику кількість сквотерів коса з регіону річки Кат.
Нова війна стала відомою як «Війна Мланджені» на честь пророка Мланджені, який виник серед бездомних коса, і який передбачив, що коса не постраждає від куль колоністів. Велика кількість коса почала залишати міста колонії та мобілізуватися в районах племен.

## Початок війни

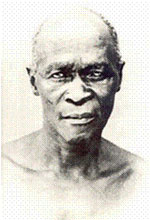
Вождь Макома. Лідер кома у 6 і 8 прикордонних війнах

Вважаючи, що відповідальні за заворушення, спричинені проповіддю Мланджені, вожді, губернатор сер Гаррі Сміт вирушив на зустріч із відомими лідерами спільнот тубільців. Коли Сендайл відмовився відвідати зустріч біля форту Кокс, губернатор Сміт усунув його з посади та оголосив втікачем. 24 грудня британський загін із 650 чоловік під командуванням полковника Макіннона потрапив у засідку воїнів коса на перевалі Бума. Під сильним вогнем коса, загін був змушений відступити до форту Вайт, зазнавши сорока двох втрат. Вже наступного дня, під час різдвяних свят у містах по всьому прикордонному регіону, очевидно дружні коса увійшли до міст, щоб взяти участь у святах. Однак за поданим сигналом вони напали на поселенців, які запросили їх у свої домівки, і вбили їх. З цією атакою основна частина нгкіка приєдналася до війни.

## Початковий етап війни
Поки губернатор перебував у форті Кокс, сили коси наступали на колонію, ізолюючи його. Коса спалили британські військові селища вздовж кордону та захопили пост у Лайн-Дрифті. Тим часом кой з долини річки Блінкуотер і поселення річки Кат підняли повстання під керівництвом вождя наівкой-напівкоса Германуса Матрооса, і їм вдалося захопити форт Армстронг. Велика кількість «кафрської поліції» — воєнізованого поліційного формування, створеного британцями для боротьби з крадіжкою худоби — покинули свої посади та приєдналися до бойових загонів коса. Якийсь час здавалося, що всі племена коса і кой зі східного Кейпу підняли зброю проти британців.
Нарешті Гаррі Сміт за допомогою місцевих Капських кінних стрільців пробився з форту Кокс, але виявив, що він відштовхнув більшість своїх місцевих союзників. Його політика призвела до ворожнечі між бюргерами та бурськими командос, фенгу та кхой, які сформували більшу частину місцевої оборони Капської колонії.
Невдоволення ставленням до них з боку англійської влади поширилося навіть серед традиційно лояльних Капських кінних стрільців, а деякі загони кхойського походження перейшли на бік повстанців коса.

## Британська контратака (січень 1851р.)
Однак після цих початкових успіхів коса зазнала низки невдач. Сили повстанців були відбиті в окремих атаках на форти Вайт і форти Гейр. Так само 7 січня Германус і його прихильники розпочали наступ на місто Форт-Бофорт, яке захищав невеликий загін військ і місцевих добровольців. Однак атака не вдалася, і Германус був убитий. Капський уряд також зрештою погодився залучити місцевих озброєних вояків (переважно кой) для утримання кордону, що дозволило Сміту звільнити частину імперських військ для наступальних дій.
Наприкінці січня британці почали отримувати підкріплення (2-га дивізія) з Кейптауна, і сили під командуванням полковника Макіннона змогли відійти на північ від міста Кінг-Вільяма, щоб поповнити обложені гарнізони у фортах Вайт, фортах Кокс і форте Гейр. Маючи свіжих людей і припаси, британці вигнали залишок повстанських сил Германуса (тепер під командуванням Віллема Вітхаалдера) з форту Армстронг і відкинули їх на захід до гір Аматола. Протягом наступних місяців прибувала все більша кількість імперських військ, посилюючи значно переважаючих британців і дозволяючи Сміту вести зачистки через прикордонну країну.
У 1852 році біля Гансбая, доставляючи підкріплення на війну на прохання сера Гаррі Сміта, зазнав аварії коробель Birkenhead. Коли корабель тонув, чоловіки (переважно новобранці) мовчки стояли рядами, а жінок і дітей завантажували в рятувальні човни. Коли корабель пішов на дн, вояки залишилися в строю, і понад 300 з них загинули.

## Висновок

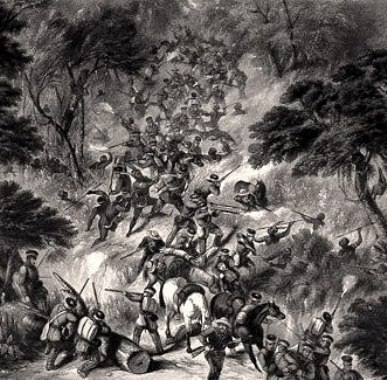
Британська колона (74-та горянська колона) під ударом у лісах Вотерклову

Макома та його війська закріпилися в лісистому Вотерклові. З цієї бази їм вдалося пограбувати навколишні хутори та підпалювати садиби. Твердиня Макоми була розташована на горі Мізері, природній фортеці на вузькому горлі, вклиненому між Вотеркловом і Гарріс Клуфом. Конфлікти у Вотерклові тривали два роки. Макома також очолив атаку на форт Фордайс і завдав великих втрат силам сера Гаррі Сміта.
У лютому 1852 року британський уряд вирішив, що невміле правління сера Гаррі Сміта стало причиною насильства, і наказав замінити його Джорджем Кеткартом, який прийняв керівництво в березні. Протягом останніх шести місяців Кеткарт в пошуках повстанців наказав обшукувати села. У лютому 1853 року Санділ та інші вожді здалися.
Восьма прикордонна війна була найзапеклішою і найжорстокішою в серії воєн Коса. Вона тривала понад два роки і закінчилося повним підкоренням Сіскей Хоса.